# Creu de terme del pla de la Creu
La Creu de terme del pla de la Creu és una obra del municipi de Castellgalí (Bages) inclosa en l'Inventari del Patrimoni Arquitectònic de Catalunya.

## Localització
La creu se situa en una elevació entre el Puigterrà i el Talló. L'accés és fàcil ja que per una banda hi passa el cami que va a Santa Margarida i per l'altra hi ha ja les cases més elevades de la urbanització Mas Planoi.

## Descripció

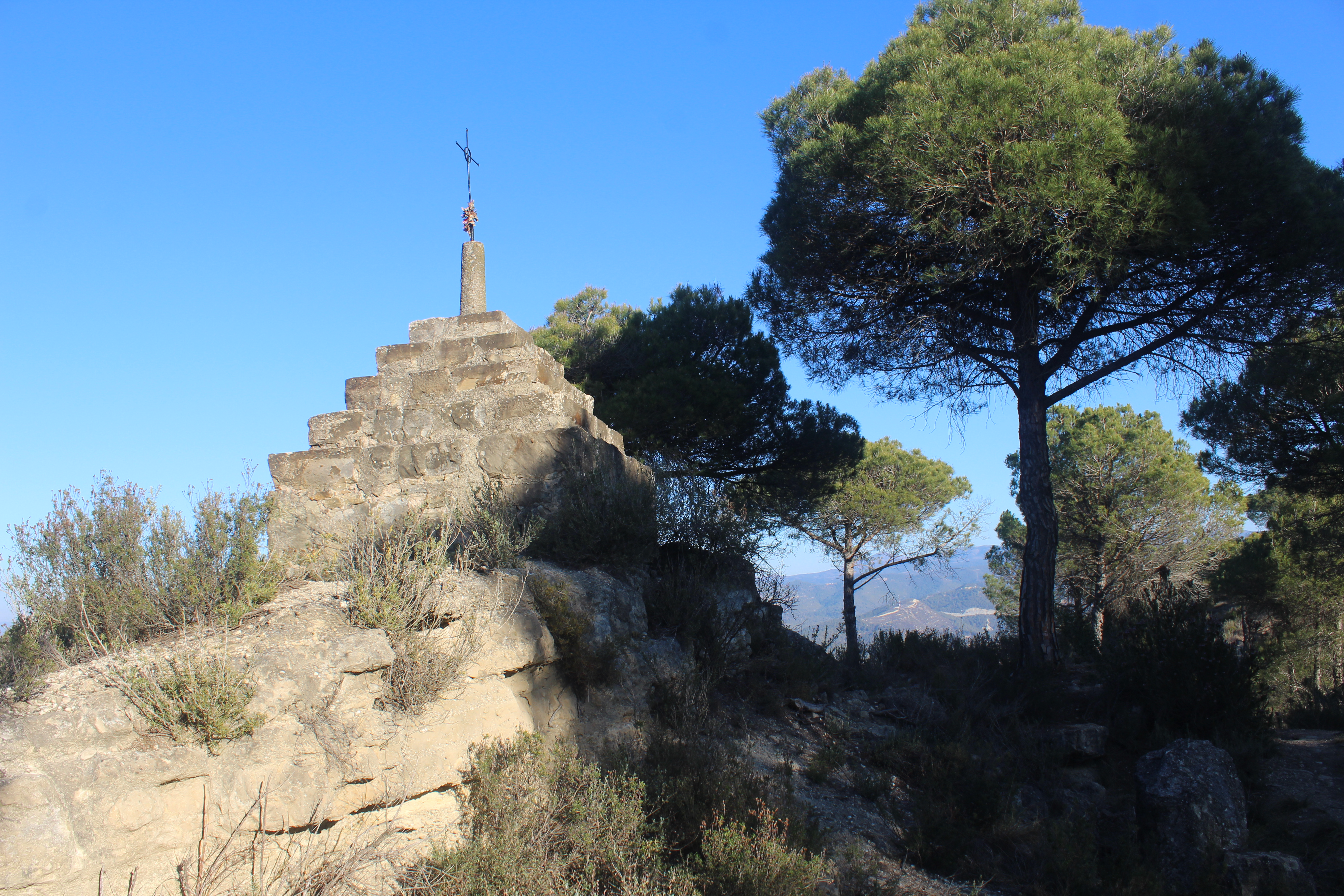
Imatge de la creu a l'actualitat

La creu és de ferro forjat, de secció cilíndrica, amb els extrems acabats amb petites boletes. El centre de la creuera està remarcat per una anella de ferro, soldada a manera de crismó. La creu reposa damunt un cilindre petri que descansa sobre una gran base esglaonada (5 graons) realitzada amb blocs de pedra.

## Història
La creu va ser refeta després de la Guerra Civil espanyola. Malgrat tot, la reconstrucció no va ser gaire fidel al disseny original. Actualment aquesta versió de la creu encara es troba en peu.